# Plenty (Canada)
Plenty è un villaggio del Canada di 131 abitanti (al censimento 2011). Si trova nella Divisione No. 13 dello stato del Saskatchewan. È circondata dalla municipalità rurale di Winslow ma non ne fa parte.
Nonostante la piccola dimensione, alla località sono legati due sportivi di grande livello: Don Saxon, membro della nazionale di volley canadese che chiuse al quarto posto le Olimpiadi 1984; e Brad McCrimmon, giocatore ed allenatore di hockey su ghiaccio, vincitore della Stanley Cup 1989 con i Calgary Flames e perito nell'incidente aereo della Lokomotiv Jaroslavl' il 7 settembre 2011